# Phylidorea nervosa
Phylidorea nervosa là một loài ruồi trong họ Limoniidae. Chúng phân bố ở miền Cổ bắc.